# Daylight (piosenka Bobby’ego Womacka)
Daylight – piosenka R&B autorstwa Bobby’ego Womacka, Toma Goodkinda, Harolda i Harryego Payne, oraz wydana jako singiel Womacka w 1976. Rok wcześniej utwór trafił na jego album, Safety Zone.
W roku 2008 utwór został ponownie nagrany przez amerykańską wokalistkę R&B Kelly Rowland z gościnnym udziałem Travisa McCoya, frontmana zespołu Gym Class Heroes, specjalnie na potrzeby filmu Asterix na olimpiadzie. Piosenka została umieszczona na soundtracku promującym film. Wyprodukowany przez S*A*M & Sluggo, „Daylight” wydany został jako główny singel z krążka Ms. Kelly: Deluxe Edition (2008) w marcu 2008 w Stanach Zjednoczonych oraz 5 maja 2008 w Wielkiej Brytanii.

## Informacje o singlu
Utwór nagrywany był w październiku 2007 roku, w Londynie podczas pobytu Rowland w Wielkiej Brytanii w celu promocji krążka Ms. Kelly (2007). Chociaż podczas pobytu w studiu nagraniowym Kelly „świetnie spędziła czas” to Rowland wyznała, że miała tremę przed spotkaniem się z Travisem McCoyem: „Kiedy wchodziłam do studia bardzo obawiałam się tego jak singel zostanie przyjęty przez fanów oraz krytyków jednak już po chwili spędzonych z Travisem nastąpiła magia, resztą była już tylko zabawa”. Wokalistka przyznała, iż utwór ten jest jednym z lepszych z krążka Ms. Kelly Deluxe Edition: „Pamiętam, gdy słuchałam tę piosenkę po raz pierwszy – pomyślałam 'Mój Boże, to brzmi jak wspaniały dzień. Mieć we włosach wiatr i po prostu czuć się dobrze’. To to co lubię w „Daylight” najbardziej. Pewnie nikt nie spodziewał się tego, że będę współpracować z Travisem McCoyem i to właśnie cenię w kolaboracjach – są nieprzewidywalne oraz dają niesamowity efekt”.

## Teledysk
Teledysk do singla reżyserowany był przez Jeremy’ego Ralla oraz nagrywany w Nowym Jorku, kilka budynków dalej od sławnego wieżowca Empire State Building. Sneak peak teledysku pojawił się w programie Clash of the Chiors telewizji NBC.
Klip rozpoczyna się ujęciami przedstawiającymi bawiących się artystów na imprezie, która trwa wczesnym rankiem. Rowland otwiera zasłony z okien „wpuszczając” do pomieszczenia światło dzienne. Następnie akcja teledysku przenosi się na dach budynku, w którym młodzi się wcześniej bawili. Z tegoż miejsca widać między innymi panoramę Nowego Jorku wraz z Empire State Building.
Pełny teledysk promujący piosenkę ukazał się w programie Vivement Dimanche na jednym z francuskich kanałów telewizyjnych dnia 6 stycznia 2008 wraz z fragmentami filmu Asterix na olimpiadzie. Dnia 17 stycznia 2008 na oficjalnym profilu Myspace artystki oraz stacji BET w programie 106 & Park pojawił się klip nie zawierający fragmentów z filmu. W Wielkiej Brytanii teledysk miał premierę dnia 19 marca 2008 roku na stacji Bubble Hits.

## Listy utworów i formaty wydawnictwa
| Singel (pobieranie, USA) 1. „Daylight” (Album Version) – 3:34 Singiel CD (Wlk. Brytania) 1. „Daylight” (Album Version) – 3:33 2. „Daylight” (Joey Negro Radio Edit – with Rap) – 3:29 Singiel Promo CD (Wlk. Brytania) 1. „Daylight” (Album Version) – 3:33 2. „Daylight” (No Rap Version) – 3:30 | Singiel Promo CD (remiksy, Wlk. Brytania) 1. „Daylight” (Joey Negro Club Mix) 2. „Daylight” (Joey Negro Radio Edit – with Rap) – 3:29 3. „Daylight” (Joey Negro Radio Edit) 4. „Daylight” (Joey Negro Rodox Dub) 5. „Daylight” (Joey Negro Urban Mix) 6. „Daylight” (Karmatronic Club Mix) – 6:59 7. „Daylight” (Original Version) – 3:33 EP (cyfrowy, USA) 1. „Daylight” (Hex Hector remix) – 3:11 2. „Daylight” (Maurice Joshua Nu Soul remix) – 3:33 3. „Daylight” (Karmatronic remix) – 3:28 4. „Daylight” (Loze Daze remix) – 10:37 5. „Daylight” (Dan McKie Nightlight dub mix) – 7:59 |

## Pozycje na listach
| Lista przebojów (2008)            | Pozycja |
| --------------------------------- | ------- |
| Australia ARIA Singles Chart      | 43      |
| Irlandia Singles Chart            | 43      |
| UK Singles Chart                  | 14      |
| USA Billboard Hot Dance Club Play | 4       |